# Mont Buet
Pour les articles homonymes, voir Le Buet.
Le mont Buet est un sommet du massif du Giffre, en Haute-Savoie. Il est aussi appelé le « mont Blanc des Dames ». Il domine le cirque des Fonts situé à l'ouest. Son sommet, le plus haut du département en dehors du massif du Mont-Blanc, offre une vue exceptionnelle sur ce dernier, ainsi que sur les aiguilles Rouges et le Haut-Giffre.

## Histoire

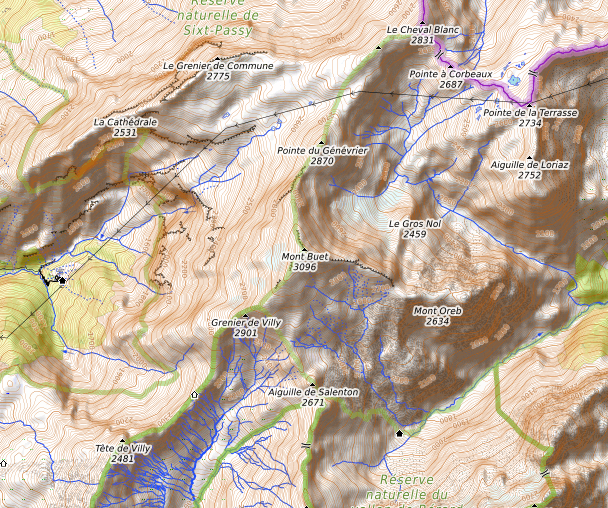
Carte topographique du mont Buet.

Le mont Buet a joué un rôle important dans la naissance de l'alpinisme et la conquête du mont Blanc au XVIIIe siècle :
- 1765 : première tentative d'ascension par Jean André Deluc et son frère, savants genevois ;
- 20 septembre 1770 : les frères Deluc atteignent les premiers le sommet du Buet, du côté de Sixt. Ils y mènent une série d'expériences dont le calcul du temps nécessaire pour porter de l’eau à ébullition à cette altitude. Ils sont les premiers à utiliser le baromètre pour mesurer une altitude. On considère cette épopée comme la première ascension en haute montagne dans les Alpes ;
- 1775 : première ascension en provenance de Vallorcine (par le versant de Bérard) par Marc Théodore Bourrit. Il lui fallut d'abord établir que cette montagne appelée la Mortine par les habitants de Vallorcine était bien ce que les habitants de Sixt appelaient Buet ;
- 1776 : Horace-Bénédict de Saussure reprend l'itinéraire de son compatriote. Il y fait des observations préalables à l'ascension du mont Blanc[2] ;
- 1786 : Jane et Mary Parminter parviennent au sommet du mont Buet en compagnie de l'historien genevois M. Berenger. En 1808, Bourrit rapporte leur exploit dans la troisième édition de son Itinéraire de Genève, guide touristique dédié aux femmes[3]. Le mont Buet fut dès lors surnommé « mont Blanc des Dames ».

En 1910, le refuge du Grenairon fut construit sur le chemin de son accès en randonnée depuis Salvagny (Sixt). Détruit en 1984 par un incendie, il fut reconstruit en 1985 à l'identique.

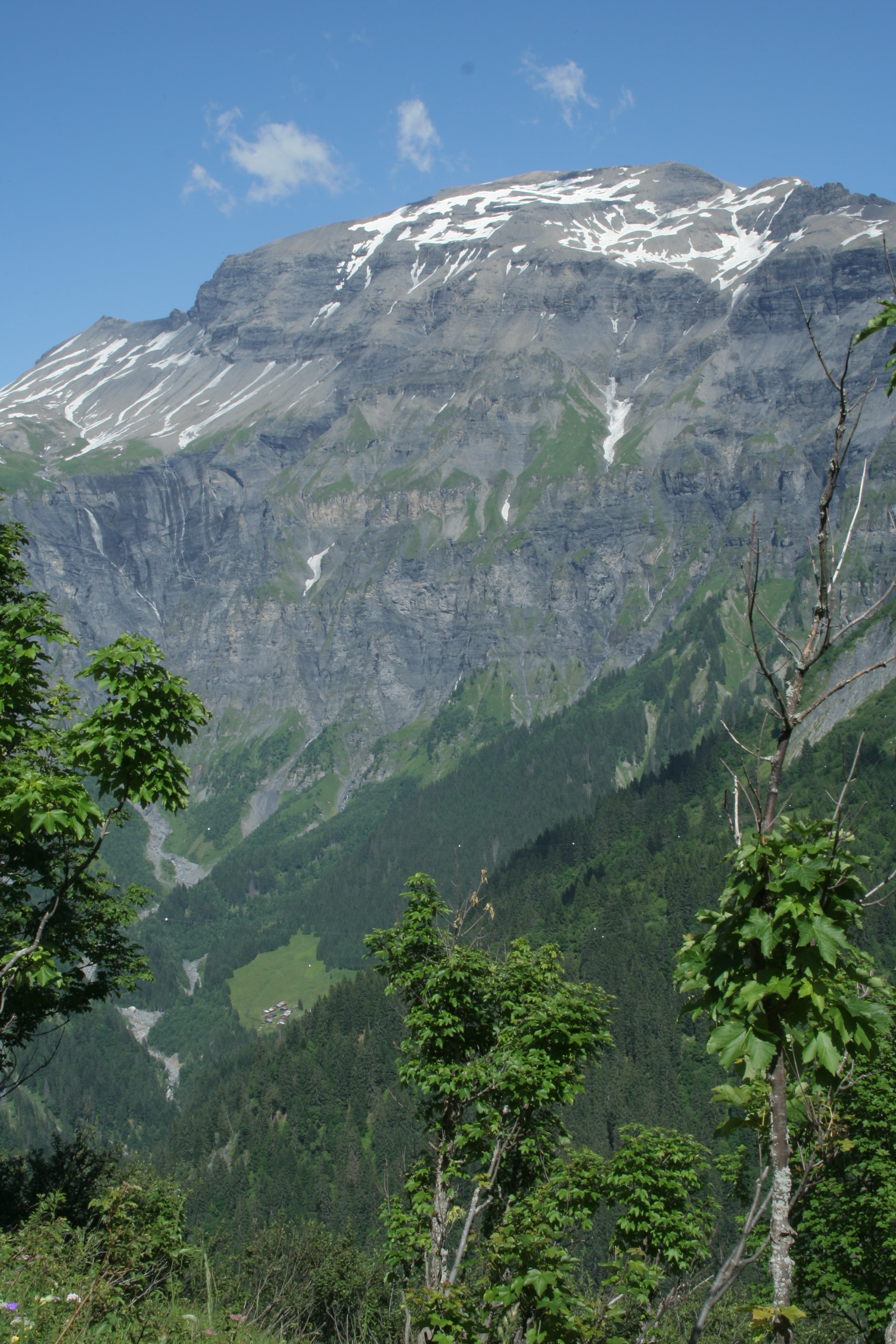
Le mont Buet dominant le cirque des Fonts à l'ouest.